# Crickhowell
Crickhowell (walesiska: Crucywel) är en ort och community i Storbritannien.   Den ligger i kommunen Powys och riksdelen Wales, i den södra delen av landet, 210 km väster om huvudstaden London. Den ligger intill A40 mellan Abergavenny och Brecon.